# ۵۹ ارابه‌ران
۵۹ ارابه‌ران یک ستاره است که در صورت فلکی ارابه‌ران قرار دارد.